# Britof (glasbeni album)
Britof je prvi studijski album skupine Britof.
Izšel je 3. junija 2017 v samozaložbi.
Zasedba: Alex Paradiž - bobni in vokal, Matej Pok - el. kitara, Jan Laznik - bas kitara

## Seznam skladb
| Št.             | Naslov                       | Dolžina |
| --------------- | ---------------------------- | ------- |
| 1.              | „Intro‟                      | 00:49   |
| 2.              | „Nightstalker‟               | 04:49   |
| 3.              | „Pale Death‟                 | 03:02   |
| 4.              | „Break Your Chains‟          | 02:40   |
| 5.              | „Power of the Rolling Stone‟ | 02:27   |
| 6.              | „Soulless‟                   | 04:14   |
| 7.              | „Enraged Impaler‟            | 05:11   |
| 8.              | „Son of Satan‟               | 03:50   |
| 9.              | „Sin Train‟                  | 05:09   |
| Skupna dolžina: | Skupna dolžina:              | 32:11   |

## Recenzije
- https://rockonnet.com/2017/12/britof-britof/